# Maksim Gorkij

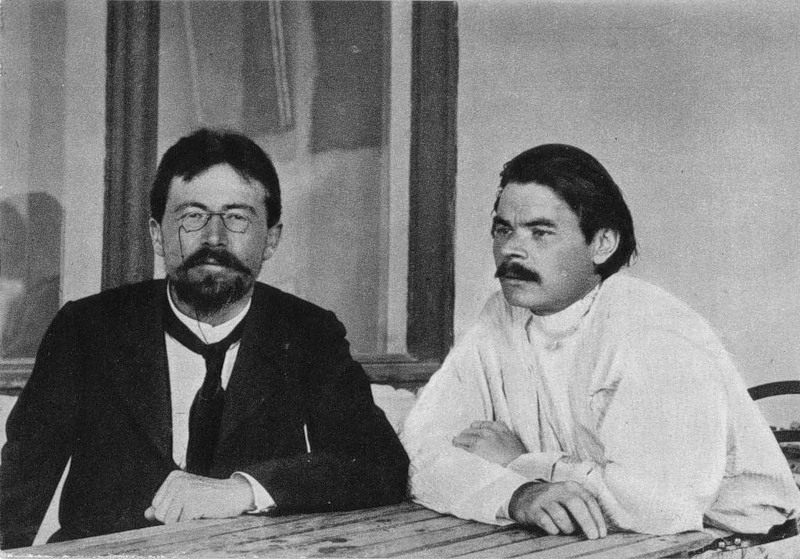
Anton Tjechov och Maksim Gorkij år 1900.

Aleksej Maksimovitj Pesjkov (ryska: Алексей Максимович Пешков), mer känd under författarnamnet Maksim Gorkij (ryska: Максим Горький), född 28 mars 1868 i Nizjnij Novgorod, död 18 juni 1936 i Gorki Leninskije, var en rysk författare. "Gorkij" betyder "den bittre". Han var en av arbetarförfattarnas främsta företrädare av socialrealismen som litterär stil. Josef Stalin och Andrej Zjdanov skulle senare låta vidareutveckla stilen till "socialistisk realism", med Gorkij som förebild.

## Biografi
Maksim Gorkij blev tidigt faderlös, och uppfostrades några år i sin födelsestad Nizjnij Novgorod hos sin morfar, en ursprungligen välbärgad men med åren utarmad färgare, där Gorkijs mor fick en fristad efter faderns död i Astrachan. Redan vid 9 års ålder måste den då sedan en tid även moderlöse pojken ut för att själv förtjäna sitt bröd. Han erhöll först plats i en skobutik men fick sedan pröva på en rad yrken och sysselsättningar. Medan han arbetade som kökspojke på en Volgaångare lärde Gorkij sig läsa och skriva. Hans första litterära bekantskap var äventyrsromanen och i hans tidiga romaner märks ett tydligt inflytande från Alexandre Dumas d.ä. och Honoré de Balzac. Först 15 år gammal kom Gorkij i en skola. Det var i Kazan, där han försörjde sig genom nattarbete i ett underjordiskt bageri, senare skildrat i den briljanta novellen Tjugosex man och en flicka. I Kazan gjorde studenter honom förtrogen med den revolutionära rörelsens radikala riktning.
Efter en tids anställning hos en bildningsintresserad advokat i Nizjnij Novgorod övergick Gorkij till ett vagabondliv, som förde honom vida omkring i Ryssland. Vid 22 års ålder försökte Gorkij sig på författarskapet, uppmuntrad därtill av Vladimir Korolenko, som han lärt känna vintern 1889–1890. I Tbilisi trycktes hösten 1892 i en tidning berättelsen Makar Tjudra, undertecknad "Maksim Gorkij" (Максим Горький), en pseudonym som sedan följde honom under resten av hans författarskap. 1893 fick han en berättelse, Jemeljan Pilaj införd i en Moskvatidning och 1895 väckte hans i den av Korolenko ledda tidskriften Russkoje bogatstvo intagna novellen Tjelkasj den litterära världens uppmärksamhet. 1898 utkom Berättelser av Gorkij i två band, och hans framgång blev total. Från denna tid fram till revolutionen 1905 var Gorkij vid sidan av Lev Tolstoj den främsta litterära förgrundsgestalten i Ryssland.
De betagande miljö- och naturskildringarna och de i nytt ljus stående människogestalterna i hans på mycket skarp självreflexion grundade novellkonst, som ofta färgades av en proletäranpassad nietzscheanism, hänförde många i samtiden och fick även stor uppmärksamhet utomlands. Med teaterstyckena Småborgare och På bottnen (i den första svenska översättningen 1903 kallad Natthärberget, efter förebild av tyska titeln Nachtasyl) vann Gorkij 1902 stor scenisk framgång. Under de följande två åren spelades den sistnämnda pjäsen över 500 gånger i Berlin. I Sankt Petersburg blev Gorkij medlem av socialdemokratiska partiet och utgav 1899–1901 i marxisternas tidskrift Livet ("Zjiznj") två stora romaner Foma Gordejev (svensk översättning 1902) och Tre (svensk översättning Tre människor 1902). På grund av införandet av en av Gorkij skriven symbolisk dikt med revolutionär syftning, Sången om stormbådaren, blev tidskriften Livet indragen av censuren. Samma år, 1901, fick Gorkij som politiskt misshaglig person undergå fängelsestraff och förvisades sedan hösten 1901 till Krim.
Ända till revolutionsutbrottet 1917 var dock Gorkij verksam som en av den radikala rörelsens understödjare, inte minst i ekonomiskt hänseende. 1902 utsågs Gorkij av Kejserliga vetenskapsakademin till medlem, men regeringen upphävde valet, då Gorkij "stod under polisuppsikt". I den revolutionära agitationen 1905 spelade Gorkij en framträdande roll. Han protesterade mot "blodiga söndagen" den 9 januari och arresterades. Detta framkallade stormande demonstrationer. Efter frigivandet utgav Gorkij en tidning, som understödde den leninistiska riktningen. 1906 begav sig Gorkij till USA, livligt hyllad på färden genom Finland och Skandinavien, och fick ett triumfatoriskt mottagande i New York. Snart lärde han dock på ett obehagligt sätt känna den amerikanska puritanismen. Då det blev känt att den kvinna han bodde tillsammans med inte var hans lagvigda maka, avvisades han från hotellen och skandaliserades vid offentliga sammankomster, av bland andra Mark Twain.
Det gav Gorkij impulsen till en rad berättelser med amerikanska motiv, såsom Den gule djävulens stad (1907). Återkommen till Europa slog han sig ned på Capri, där han, populär och beundrad bland italienarna, stannade kvar ända till krigsutbrottet 1914 i sin praktfulla villa. Under tiden hade dock hans anseende hos den ledande intelligentian i Ryssland starkt sjunkit. Man betraktade honom nu huvudsakligen som en bolsjevik-koryfé, och sitt stöd som författare i hemlandet hade han nästan helt inom arbetarkretsar. Hans författarskap visade även en viss konstnärlig nedgång. Bland hans verk från denna tid märks En moder (1907, svensk översättning samma år), En bikt (1908, svensk översättning 1909), Matvej Kozjemjagin (1911) med flera. Man var vid denna tid trött på Gorkij, och även hans utmärkta självbiografi Min barndom (1913, svensk översättning 1915) väckte ett svalt mottagande.
Gentemot första världskriget ställde sig Gorkij som defaitist och arbetade 1917 kraftigt för ryska revolutionen. Trots att han var gammal partimedlem blev dock Gorkij inte regeringens handgångne man. Genom sina kontakter bland regeringstopparna tilltvingade Gorkij sig ett betydande mått av självständighet. Under fem år behöll han sin position som landets ende självständige författare, innan situationen för honom blev ohållbar. Efter ett uppehåll i Tyskland 1922–1923 slog sig Gorkij 1924 på nytt för en femårsperiod ned i Italien, innan han på nytt återvände till Ryssland. Gorkijs självbiografiska skildring fortsattes 1917 med Bland människor (svensk översättning Ute i världen 1918) och den under utlandsvistelsen 1922 skrivna Mina universitet (svensk översättning 1923). Hans 1919 utgivna Minnen med skildringar av Tolstoj, Anton Tjechov, Leonid Andrejev med flera, visar honom även som en människokännare av stora mått och en egenartad, sin stil klassisk, prosakonstnär, liksom även hans Fragment ur min dagbok.
Maksim Gorkij skrev realistiskt och romantiserade ofta de fattiga i samhället. En av hans kända romaner heter Om en mor. Han skrev noveller som: Vid saltdammarna, Ogärningsmän, Zazubina, Flickan, Kyrkfesten samt dramat Natthärbärget. Bland hans pjäser märks även Solens barn, som visats i svensk TV den 16 mars 1969 i regi av Ernst Günther.

### De sista åren

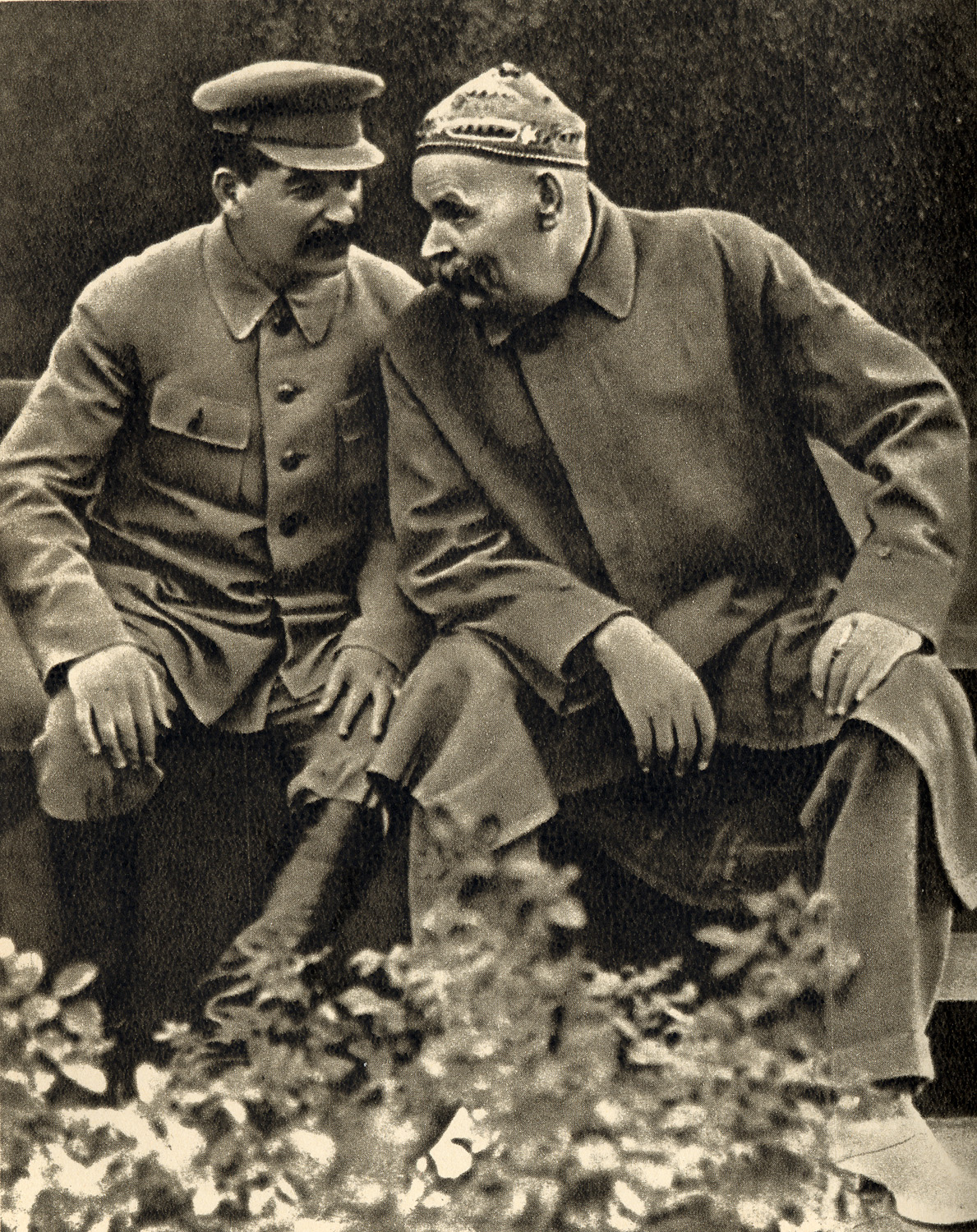
Josef Stalin och Maksim Gorkij 1931.

Under ökad stalinistisk repression sattes han i husarrest år 1934. I maj 1935 dog hans son Maksim Pesjkov och året efter även Maksim Gorkij, båda under oklara omständigheter. Ryktena om giftmord har aldrig kunnat bevisas och nya fakta har inte framkommit. Josef Stalin och Vjatjeslav Molotov var två av dem som bar kistan vid Gorkijs begravning. 
Hans hemstad Nizjnij Novgorod döptes 1932 under sovjettiden till Gorkij efter honom. År 1990 återgick man till det gamla namnet.
Verk av honom brändes under bokbålen runt om i Nazityskland 1933.

## Utmärkelser
Asteroiden 2768 Gorky är uppkallad efter honom.